# Се Тяо
Се Тяо (кит. упр. 谢朓, пиньинь Xiè Tiǎo, 464—499) — китайский поэт-лирик времен династии Южная Ци. Второе имя Сюаньхуэй. Имел прозвище «Сяо Се» (Малый Се).

## Биография
Происходил из аристократического рода Се. Сын Се Вея, помощника министра. Его мать была дочерью императора Вэнь-ди из династии Лю Сун. Родился в уезде Янся провинции Хэнань. Получил классическое образование. Одновременно начал военную службу при императоре У-ди. В этот период подружился с сыном императора — Сяо Цзиляном. В 491 году стал членом литературного кружка «Восемь друзей из Цзинлин», которому оказывал поддержку Цзилян.
В 493 году, после смерти императора У-ди, был приглашен в правительство с целью составления императорских приказов. В дальнейшем был втянут в придворные интриги за власть. После свержения Мин-ди в 498 году снова оказался при дворе. В 499 году Се Тяо попал в тюрьму по подозрению в участии в заговоре против императора Сяо Баоцзюань. При невыясненных обстоятельствах Се Тяо умер в тюрьме.

## Творчество
В творчестве Се Тяо насчитывается около 200 стихотворных произведений. Работал преимущественно в жанре ши. Главная тема — пейзаж, природа. Его стихи были популярны как при жизни Тяо, так и у последующих поколений. Особенно хорошо у него выписаны пейзажные детали, стихи выделяются новизной мысли, умением найти слова, которые наиболее соответствовали настроению автора в данный момент. Тяо подчеркивал: «Хороший стих отработан, гладок, как шар для арбалета».

## Влияние
Поэтическое творчество Се Тяо повлияло на многих поэтов последующих поколений, среди которых знаменитый поэт династии Тан — Ли Бай. Около 15 стихотворений Ли Бая посвящены прямой хвале или памяти Се Тяо.